# Super Trouper (bài hát)
"Super Trouper" là một đĩa đơn của ban nhạc ABBA, và bài hát chính trong album studio năm 1980 Super Trouper (album), do Benny Andersson và Björn Ulvaeus sáng tác. Bài hát được Anni-Frid Lyngstad hát chính với tên dùng khi hậu kỳ là "Blinka Lilla Stjärna",. Nó là bài hát cuối cùng được sáng tác và thu âm cho album này (cuối cùng đã thay thế cho bài hát "Put On Your White Sombrero"). "Super Trouper" được đưa vào album tổng hợp Gold:Greatest Hits, và cũng được hát trong phim ca nhạc Mamma Mia!.